# Theo Brunner
Theodore Allan "Theo" Brunner (ur. 17 marca 1985 w Palo Alto) – amerykański siatkarz plażowy.
Brunner urodził się w Palo Alto w Kalifornii, ale wychował się w Ridgefield w stanie Connecticut, gdzie uczęszczał do Ridgefield High School i grał w szkolnej drużynie. Po ukończeniu studiów zapisał się na Uniwersytet Kalifornijski w Santa Barbara. 
W siatkówkę plażową zaczął grać w 2006 roku z kolegą z drużyny UCSB Benem Brockmanem. W latach 2009–2012 grał w kilku klubach siatkówki halowej. W 2012 powrócił do siatkówki plażowej tworząc duet z Nickiem Luceną, z którym zajął czwarte miejsce na Mistrzostwach Świata w 2015 roku.